# Teatro Isauro Martínez
Il Teatro Isauro Martínez è un teatro pubblico ubicato nella città di Torreón, nello stato di Coahuila, in Messico è considerato uno dei più bei teatri del Messico, solo dopo il Teatro Juárez di Guanajuato e il Bellas Artes di Città del Messico.

## Storia
Il 22 febbraio 1927 si verificò un incendio nel Cine Imperio, anch'esso di proprietà di Isauro Martínez, situato nello stesso luogo in cui sarebbe poi sorto il teatro. Da quella data furono realizzati lavori per ampliare il terreno originario e iniziare la costruzione del futuro teatro. Il 6 dicembre 1927, Manuel Pérez Treviño, governatore dello stato di Coahuila in quel momento, attraverso la mediazione del sindaco di Torreón, Nazario Ortiz Garza, diede una concessione a favore di Isauro Martínez per iniziare la costruzione del nuovo immobile. Il 1° febbraio 1928 iniziò la costruzione con un progetto che prevedeva numerose innovazioni per l'epoca, supervisionate dallo stesso proprietario. Isauro Martínez nominò costruttore Abel Blas Cortinas e gli diede diverse fotografie del Missouri Theatre di St. Joseph, Missouri, (Stati Uniti), da utilizzare come base per questa nuova costruzione. L'inaugurazione avvenne il 7 marzo 1930, con la presenza di oltre tremila persone allo spettacolo inaugurale dell'Orchestra Sinfonica di Torreón, e personalità quali Alfonso Esparza Oteo, Leobardo González, Francisco Salinas, Guty Cárdenas, la compagnia di Manuel Tamez e la banda musicale Prócoro Castañeda. Venne anche distribuito un programma illustrato che spiegava alcune caratteristiche del teatro. Nel 1945 il teatro entrò a far parte delle società di William Jenkins e operò solo come cinema. Con il passare degli anni, dopo la fine del periodo de la "Epoca de Oro del Cine Mexicano", venne progressivamente abbandonato e nel 1973 il “Cine Martínez” era utilizzato solo saltuariamente. Nel 1975 si diffuse la voce che il Cinema Martínez sarebbe stato demolito. Successivamente, gli studenti dell'Università Autonoma di Coahuila, Unità di Torreón, consapevoli del suo valore come monumento urbano e storico, hanno iniziato un'autogestione con lo scopo di salvarlo dalla demolizione. Nel 1979, l'edificio del Cinema Martínez fu rilevato dall'Istituto Nazionale di Belle Arti (INBA), come risultato degli sforzi avviati dagli studenti. L'anno successivo, nel 1980, nel cinquantesimo anniversario del teatro, cominciò una fase di restauro a spese del Governo Federale del Messico. Infine, il 18 settembre 1982, fu riaperto come teatro con uno spettacolo di Ofelia Medina in omaggio a Sor Juana Inés de la Cruz. Il restauro delle decorazioni e dei dipinti è stato realizzato dal pittore locale José Méndez. Attualmente il teatro ha una capacità di 720 spettatori.

## Descrizione

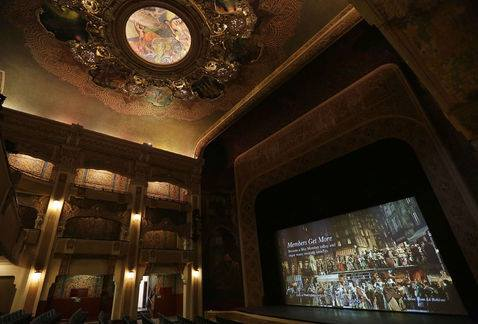
Interno del Teatro Isauro Martinez

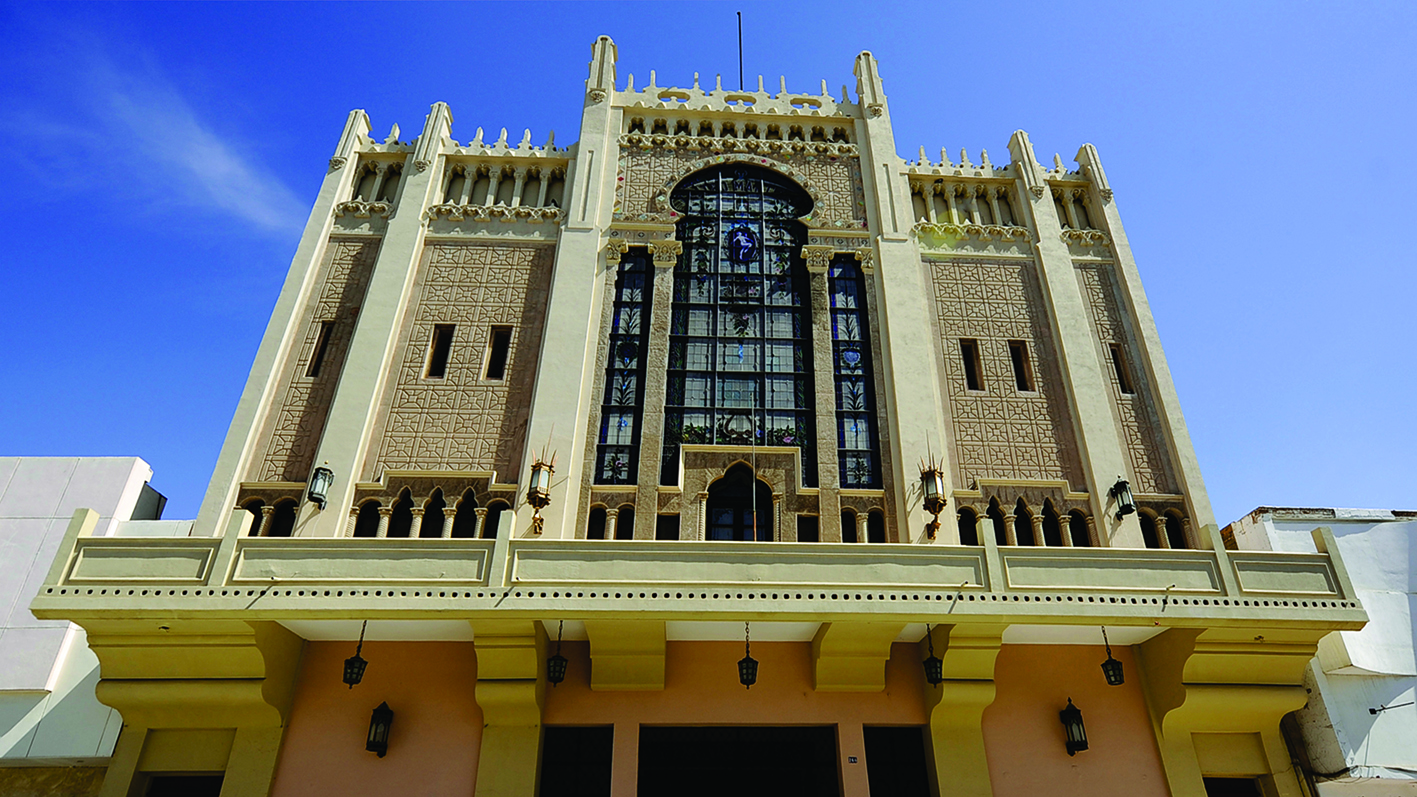
Teatro Isauro Martinez

L'architettura del Teatro Isauro Martínez è un mix di stili neogotico, bizantino e moresco. La facciata presenta una vetrata decorata con vetri intagliati con piante e altri disegni di ispirazione musicale, comincia dal primo piano e arriva fino al terzo. L'ingresso presenta un pavimento in marmo bianco con decorazioni in marno nero, ai due, lati due scale gemelle portano al foyer del primo piano, sopra la porta centrale di accesso alla platea, vi è un dipinto realizzato dal pittore spagnolo Salvador Tarazona, mostra un paesaggio naturale di montagna, con vegetazione e fiori, le colonne hanno decorazioni a basso rilievi in legno nero. Anche le altre decorazioni interne furono realizzate da Tarazona, che dipinse anche murali nel Palacio de Cortés, a Cuernavaca, nello stato di Morelos; nel Palazzo del Governo, a Saltillo, nello stato di Coahuila e nella Sala del Consiglio di Chilpancingo, nello stato di Guerrero. Il pezzo più elaborato è la plafoniera sul soffitto della sala, denominata "La Inspiración", rappresenta un poeta che riceve dei doni dalle sue muse. Dispone di 10 palchetti con capacità di 3 o 4 spettatori ciascuno. Al terzo piano vi è una sala di proiezione che veniva utilizzata quando funzionava come cinema. Son presenti 7 camerini di diverse dimensioni e una sala prove per gli attori. Lo scenario è di tipo italiano.

## Altre risorse
- Teatro Nazas
- Città di Torreón
- Stato di Coahuila
- Museo del ferrocarril
- Canal de la Perla